# David Neres
David Neres Campos, mais conhecido apenas como David Neres (São Paulo, 3 de março de 1997), é um futebolista brasileiro que atua como ponta. Atualmente joga pelo Napoli.

## Carreira
São Paulo
Nascido em São Paulo, David Neres chegou ao São Paulo em 2007, aos 10 anos.

### Profissional
No dia 17 de outubro de 2016, Neres fez sua estreia pelo São Paulo na vitória de virada por 2–1 sobre o Fluminense, em Mesquita. Apesar de ter chegado a sentir o nervosismo, o futebolista fez boa partida e ajudou o clube a vencer o rival. Em 22 de outubro, em sua segunda partida, a vitória por 2–0 sobre a Ponte Preta, no Morumbi, Neres marcaria seu primeiro gol com a camisa são-paulina. Sentindo-se intimidado pelo estádio, o jogador disse, após o jogo, que "não sabia [nem] como comemorar." Ele aproveitou e dedicou seu tempo ao clube. Marcou seu segundo gol com a camisa do São Paulo no clássico contra o Corinthians, na goleada por 4–0.

### Ajax
No dia 31 de janeiro de 2017, foi vendido ao Ajax por 12 milhões de euros fixos, podendo chegar a 15 milhões por algumas variáveis. Recebeu a camisa 7, podendo utilizá-la apenas no campeonato nacional, tendo de utilizar a camisa 77 nas competições europeias. Essa foi a terceira maior venda da história do clube, superada apenas pelas saídas de Denilson ao Real Betis e de Lucas Moura ao Paris Saint-Germain.
Neres marcou o seu primeiro gol no clássico contra o Feyenoord, na vitória do Ajax por 2–1, no dia 2 de abril. No dia 10 de janeiro de 2018, foi escolhido como o melhor jogador do primeiro turno da Eredivisie de 2017–18, terminando com 8 gols e 9 assistências.
Após ser especulado em alguns clubes europeus, no dia 7 de agosto de 2019, Neres renovou com o clube holandês até 2023.

### Shakhtar Donetsk
No dia 12 de janeiro de 2022, Neres foi vendido à equipe ucraniana do Shakhtar Donetsk, por 15 milhões de euros fixos. O jogador estava perdendo espaço na equipe do Ajax após o bom início de temporada de seu compatriota Antony. 3% do valor da transferência foram destinados ao São Paulo, graças ao mecanismo de solidariedade da FIFA. O valor pago ao São Paulo foi o equivalente à 2,85 milhões de reais.

### Benfica
No dia 20 de junho de 2022, após sequer estrear pelo Shakhtar Donetsk, devido à invasão da Rússia na Ucrânia, Neres transferiu-se para o Benfica até 2027.

## Seleção Brasileira

### Sub-20

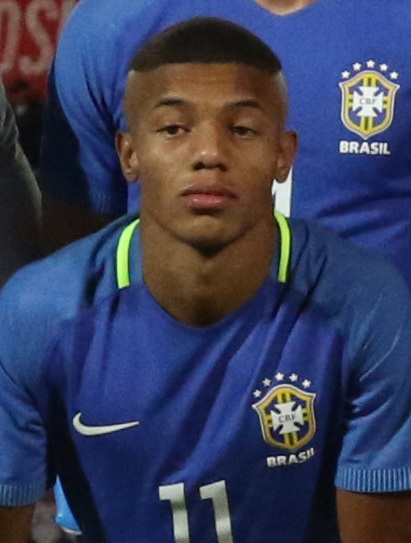
Neres pela Seleção Brasileira sub-20 em 2017.

Convocado por Rogério Micale para partidas pela Sub-20, Neres perderia treinos importantes com o São Paulo, o que fez a diretoria do clube tentar sua liberação, pedido este que não foi bem-sucedido. No entanto, o atleta não perderá nenhuma partida do Brasileirão. O atleta estreou pelo selecionado da categoria em 11 de novembro, quando participou da vitória por 1–0 sobre o México; Neres ponderou-a da seguinte maneira: "Aproveitei bastante a oportunidade. Mesmo sendo só um amistoso e um período de treinos foi muito marcante. Defender a Seleção, representar o meu país, é uma responsabilidade e uma honra. Foi muito especial."

### Principal
Em 8 de março de 2019 foi convocado pelo técnico Tite após corte de Vinícius Júnior por lesão. Foi convocado no dia 17 de maio de 2019 para a Copa América de 2019. Marcou seu primeiro gol pela Seleção Brasileira no dia 9 de junho de 2019 em amistoso Pré-Copa América contra a Seleção de Honduras. Na Copa América, Neres atuou como titular nas duas primeiras rodadas contra Bolívia e Venezuela, mas acabou perdendo espaço para Everton Cebolinha e não voltou a atuar na competição, na qual sagrou-se campeão.

## Estatísticas
Atualizado até 7 de abril de 2023.

### Clubes
| Equipe            | Temporada         | Campeonato nacional | Campeonato nacional | Campeonato nacional | Copa nacional[a] | Copa nacional[a] | Copa nacional[a] | Competições continentais[b] | Competições continentais[b] | Competições continentais[b] | Outros torneios[c] | Outros torneios[c] | Outros torneios[c] | Total | Total | Total   |
| Equipe            | Temporada         | Jogos               | Gols                | Assist.             | Jogos            | Gols             | Assist.          | Jogos                       | Gols                        | Assist.                     | Jogos              | Gols               | Assist.            | Jogos | Gols  | Assist. |
| ----------------- | ----------------- | ------------------- | ------------------- | ------------------- | ---------------- | ---------------- | ---------------- | --------------------------- | --------------------------- | --------------------------- | ------------------ | ------------------ | ------------------ | ----- | ----- | ------- |
| São Paulo         | 2016              | 8                   | 3                   | 0                   | —                | —                | —                | —                           | —                           | —                           | —                  | —                  | —                  | 8     | 3     | 0       |
| São Paulo         | Total             | 8                   | 3                   | 0                   | —                | —                | —                | —                           | —                           | —                           | —                  | —                  | —                  | 8     | 3     | 0       |
| Ajax              | 2016–17           | 8                   | 3                   | 3                   | —                | —                | —                | 4                           | 0                           | 0                           | —                  | —                  | —                  | 12    | 3     | 3       |
| Ajax              | 2017–18           | 32                  | 14                  | 11                  | 2                | 0                | 0                | 3                           | 0                           | 0                           | —                  | —                  | —                  | 37    | 14    | 11      |
| Ajax              | 2018–19           | 29                  | 8                   | 8                   | 6                | 1                | 0                | 15                          | 3                           | 2                           | 2                  |                    | 0                  | 52    | 13    | 10      |
| Ajax              | 2019–20           | 12                  | 6                   | 1                   | 0                | 0                | 0                | 8                           | 0                           | 1                           | —                  | —                  | —                  | 20    | 6     | 2       |
| Ajax              | 2020–21           | 25                  | 3                   | 4                   | 4                | 2                | 0                | 10                          | 3                           | 0                           | 0                  | 0                  | 0                  | 39    | 8     | 4       |
| Ajax              | 2021–22           | 15                  | 3                   | 2                   | 1                | 0                | 0                | 5                           | 1                           | 0                           | 1                  | 0                  | 0                  | 22    | 4     | 2       |
| Ajax              | Total             | 117                 | 37                  | 29                  | 13               | 3                | 0                | 45                          | 7                           | 3                           | 3                  | 0                  | 0                  | 182   | 44    | 32      |
| Benfica           | 2022–23           | 24                  | 6                   | 6                   | 5                | 2                | 1                | 10                          | 4                           | 5                           | —                  | —                  | —                  | 39    | 12    | 12      |
| Benfica           | Total             | 24                  | 6                   | 6                   | 5                | 2                | 1                | 10                          | 4                           | 5                           | —                  | —                  | —                  | 39    | 12    | 12      |
| Total na carreira | Total na carreira | 149                 | 46                  | 40                  | 18               | 5                | 1                | 55                          | 11                          | 8                           | 3                  | 0                  | 0                  | 229   | 59    | 44      |

- a. ^ Jogos da Copa do Brasil e Copa dos Países Baixos
- b. ^ Jogos da Copa Sul-Americana, Liga dos Campeões e Liga Europa
- c. ^ Jogos da Florida Cup

### Seleção Brasileira
Expanda a caixa de informações para conferir todos os jogos deste jogador, pela sua seleção nacional.
Sub-20
| Ano   |       |      |         |
| Ano   | Jogos | Gols | Assist. |
| ----- | ----- | ---- | ------- |
| 2017  | 9     | 0    | 1       |
| Total | 9     | 0    | 1       |

|      | Data                    | Local                                  | Resultado | Adversário | Gol(s) | Assist. | Competição                      |
| 2017 | 2017                    | 2017                                   | 2017      | 2017       | 2017   | 2017    | 2017                            |
| ---- | ----------------------- | -------------------------------------- | --------- | ---------- | ------ | ------- | ------------------------------- |
| 1.   | 18 de janeiro de 2017   | Estádio Olímpico de Riobamba, Riobamba | 1–0       | Equador    | 0      | 0       | Campeonato Sul-Americano Sub-20 |
| 2.   | 20 de janeiro de 2017   | Estádio Olímpico de Riobamba, Riobamba | 0–0       | Chile      | 0      | 0       | Campeonato Sul-Americano Sub-20 |
| 3.   | 22 de janeiro de 2017   | Estádio Bellavista, Ambato             | 3–2       | Paraguai   | 0      | 0       | Campeonato Sul-Americano Sub-20 |
| 4.   | 24 de janeiro de 2017   | Estádio Olímpico de Riobamba, Riobamba | 0–1       | Colômbia   | 0      | 0       | Campeonato Sul-Americano Sub-20 |
| 5.   | 30 de janeiro de 2017   | Estádio Olímpico Atahualpa, Quito      | 2–2       | Equador    | 0      | 0       | Campeonato Sul-Americano Sub-20 |
| 6.   | 2 de fevereiro de 2017  | Estádio Olímpico Atahualpa, Quito      | 1–2       | Uruguai    | 0      | 1       | Campeonato Sul-Americano Sub-20 |
| 7.   | 5 de fevereiro de 2017  | Estádio Olímpico Atahualpa, Quito      | 1–0       | Venezuela  | 0      | 0       | Campeonato Sul-Americano Sub-20 |
| 8.   | 8 de fevereiro de 2017  | Estádio Olímpico Atahualpa, Quito      | 2–2       | Argentina  | 0      | 0       | Campeonato Sul-Americano Sub-20 |
| 9.   | 11 de fevereiro de 2017 | Estádio Olímpico Atahualpa, Quito      | 0–0       | Colômbia   | 0      | 0       | Campeonato Sul-Americano Sub-20 |

Sub-23
| Ano   |       |      |         |
| Ano   | Jogos | Gols | Assist. |
| ----- | ----- | ---- | ------- |
| 2020  | 2     | 0    | 0       |
| Total | 2     | 0    | 0       |

|      | Data                   | Local                                 | Resultado | Adversário    | Gol(s) | Assist. | Competição |
| 2017 | 2017                   | 2017                                  | 2017      | 2017          | 2017   | 2017    | 2017       |
| ---- | ---------------------- | ------------------------------------- | --------- | ------------- | ------ | ------- | ---------- |
| 1.   | 14 de novembro de 2020 | Estádio Al Salam, Cairo               | 3–1       | Coreia do Sul | 0      | 0       | Amistoso   |
| 2.   | 17 de novembro de 2020 | Estádio Internacional do Cairo, Cairo | 1–2       | Egito         | 0      | 0       | Amistoso   |

Seleção principal
| Ano   |       |      |         |
| Ano   | Jogos | Gols | Assist. |
| ----- | ----- | ---- | ------- |
| 2019  | 7     | 1    | 1       |
| 2023  | 1     | 0    | 0       |
| Total | 8     | 1    | 1       |

|      | Data                   | Local                                                      | Resultado | Adversário | Gol(s) | Assist. | Competição               |
| 2019 | 2019                   | 2019                                                       | 2019      | 2019       | 2019   | 2019    | 2019                     |
| ---- | ---------------------- | ---------------------------------------------------------- | --------- | ---------- | ------ | ------- | ------------------------ |
| 1.   | 26 de março de 2019    | Eden Arena, Praga, República Checa                         | 3–1       | Chéquia    | 0      | 1       | Amistoso                 |
| 2.   | 5 de junho de 2019     | Estádio Mané Garrincha, Brasília, Brasil                   | 2–0       | Catar      | 0      | 0       | Amistoso                 |
| 3.   | 9 de junho de 2019     | Estádio Beira-Rio, Porto Alegre, Brasil                    | 7–0       | Honduras   | 1      | 0       | Amistoso                 |
| 4.   | 14 de junho de 2019    | Estádio do Morumbi, São Paulo, Brasil                      | 3–0       | Bolívia    | 0      | 0       | Copa América de 2019     |
| 5.   | 18 de junho de 2019    | Arena Fonte Nova, Salvador, Brasil                         | 0–0       | Venezuela  | 0      | 0       | Copa América de 2019     |
| 6.   | 6 de setembro de 2019  | Hard Rock Stadium, Miami Gardens, Estados Unidos           | 2–2       | Colômbia   | 0      | 0       | Amistoso                 |
| 7.   | 11 de setembro de 2019 | Los Angeles Memorial Coliseum, Los Angeles, Estados Unidos | 0–1       | Peru       | 0      | 0       | Amistoso                 |
| 8.   | 17 de outubro de 2023  | Estádio Centenario, Montevidéu, Uruguai                    | 0–2       | Uruguai    | 0      | 0       | Elim. Copa do Mundo 2026 |

## Títulos
São Paulo  (categorias de base)
- Copa Ouro Sub-20: 2015
- Copa do Brasil Sub-20: 2015
- Copa RS Sub-20: 2015
- Copa Libertadores da América Sub-20: 2016

Ajax
- Campeonato Neerlandês: 2018–19, 2020–21
- Copa dos Países Baixos: 2018–19, 2020–21

Benfica
- Campeonato Português: 2022–23

Napoli
- Campeonato Italiano – Série A: 2024–25[20]

Seleção Brasileira
- Copa América: 2019

### Prêmios Individuais
- Talento do mês da Eredivisie: Outubro de 2017
- Jogador do mês da Eredivisie: Abril de 2018
- Seleção da Liga dos Campeões da UEFA: 2018–19

### Artilharias
- Copa do Brasil Sub-20 de 2015 (7 gols)